# Aspila angarensis
Aspila angarensis là một loài bướm đêm trong họ Noctuidae.